# Salim Chartouni
Nabih Salim Chartouni Kuri (* 20. Dezember 1973 in Mexiko-Stadt) ist ein ehemaliger mexikanischer Fußballspieler, der für Puebla FC von 1997 bis 1999 24 Spiele in der Primera División bestritt. Derzeit ist er Sportreporter.